# Plestiodon inexpectatus
Plestiodon inexpectatus är en ödleart som beskrevs av Taylor 1932. Plestiodon inexpectatus ingår i släktet Plestiodon och familjen skinkar. Inga underarter finns listade i Catalogue of Life.
Arten förekommer i östra USA. Den når i norr Kentucky och södra Maryland samt i väst Louisiana. Utbredningsområdet sträcker sig i sydöst till Florida. Habitatet varierar mellan ganska fuktiga tallskogar, hedområden med cypresser eller buskskogar.
Plestiodon inexpectatus gömmer sig ofta under lövskiktet, under trädstammar som ligger på marken, under högar med ved eller ibland i byggnader. Honor lägger ägg.
Arten kan anpassa sig till måttliga landskapsförändringar. Större bränder kan skada en population allvarlig. Allmänt är Plestiodon inexpectatus vanligt förekommande. IUCN kategoriserar arten globalt som livskraftig.